# Somdev Devvarman
Somdev Kishore Devvarman, né le 13 février 1985 à Guwahati en Assam, est un joueur de tennis indien, professionnel de 2008 à 2016.

## Carrière
Somdev Devvarman a tout d'abord évolué sur le circuit junior avec pour principal résultat un titre au championnat d'Asie en double en 2003 qui lui a permis d'atteindre 6e place mondiale dans la spécialité à la fin de l'année. Il dispute en 2006 son premier match dans un tournoi ATP à Washington grâce à une invitation. L'année suivante, il dispute les qualifications du même tournoi et parvient à remporter ses deux matchs mais s'incline au 1er tour contre Paul Goldstein. Entre 2005 et 2008, il part étudier à l'Université de Virginie et obtient un diplôme de sociologie. Il se révèle lors des championnats universitaires en 2007 en remportant la finale du tournoi contre John Isner. Il s'impose également en 2008 contre John-Patrick Smith, devenant ainsi l'un des rares joueurs à avoir remporté le tournoi deux fois consécutivement. Il détient par ailleurs durant la saison un record de 44 victoires pour une défaite.
Il se fait rapidement remarquer lors de son passage chez les professionnels en juin 2008 puisqu'il remporte deux tournois Futures sans perdre un set et un tournoi Challenger consécutivement. Il enchaîne sur un quart de finale au tournoi ATP de Washington puis conclut sa saison par une finale à Nashville après deux succès sur des joueurs du top 100. Il accède au top 200 en fin d'année, soit un gain de 600 places en cinq mois.
Début 2009, il confirme son talent en atteignant la finale de l'Open de Chennai qu'il perd contre le Croate Marin Čilić après avoir notamment éliminé l'ancien double vainqueur de l'épreuve Carlos Moyà et Ivo Karlović, 25e. Après plusieurs mois difficiles, il parvient à accéder au 3e tour du tournoi de Washington où il prend sa revanche sur Čilić, alors classé 15e mondial. Il se qualifie ensuite pour son premier tournoi du Grand Chelem à l'US Open et remporte le 1er tour contre Frederico Gil.
En 2010, il atteint les quarts de finale à Johannesburg, puis le second tour à Dubaï. En fin d'année, il décroche une médaillé d'or en simple au tournoi de tennis des Jeux du Commonwealth à Delhi et deux deux autres aux Jeux asiatiques à Canton (simple et double). Il est le premier joueur à réaliser le doublé dans ces Jeux depuis Toshiro Sakai en 1974.
En 2011, il dispute la finale du tournoi de Johannesburg face à Kevin Anderson et s'incline en 3 sets. Il réalise cette année-là son meilleur résultat dans les tournois majeurs avec un huitième de finale à Indian Wells. Pour y arriver, il écarte Adrian Mannarino, Márcos Baghdatís et Xavier Malisse. Il est ensuite éliminé par Rafael Nadal. Il réalise également une bonne performance à Miami puisqu'il atteint le 3e tour. Il est aussi quart de finaliste à Belgrade et à Atlanta. Au mois de novembre, il se blesse à l'épaule droite lors du tournoi Challenger de Charlottesville. Il revient à la compétition en 2012 à l'occasion des Jeux olympiques de Londres mais il ne remporte que deux matchs au cours de la saison.
Début 2013, il participe à plusieurs tournois ATP grâce à un classement protégé et il atteint notamment le 3e tour à Miami ainsi que le second à Roland-Garros. En août, il est huitième de finaliste à Washington en battant Alexandr Dolgopolov et atteint le second tour à New York, ce qui lui permet de réintégrer le top 100. Cependant, il le quitte rapidement à cause des mauvais résultats obtenus en 2014, ce qui le contraint à retourner sur le circuit Challenger. De nouveau blessé à l'épaule début 2016, il décide de mettre un terme à sa carrière.
Il a remporté cinq tournois Challenger en simple : Lexington en 2008, Izmir en 2010, New Delhi en 2014, New Delhi et Winnetka en 2015. Il remporte à Winnetka la plus longue finale jamais disputée dans un tournoi Challenger (record battu en 2023). Elle a en effet duré 3 h 31 et s'est terminée à 1 h 30 du matin en raison de nombreuses interruptions dues à la pluie. En double, il s'est imposé à Sarasota en 2013 et Calcutta en 2015.
Il comptabilise 14 sélections avec l'équipe d'Inde de Coupe Davis entre 2008 et 2015, disputant le premier tour du Groupe Mondial contre la Russie en 2010 et la Serbie en 2011 où il se distingue avec une victoire sur Janko Tipsarević. Il compte aussi des victoires sur Dušan Lajović et Jiří Veselý.

## Palmarès

### Titre en simple messieurs
Aucun

### Finales en simple messieurs
| No | Date       | Nom et lieu du tournoi | Catégorie | Surface    | Vainqueur      | Score         |          |
| -- | ---------- | ---------------------- | --------- | ---------- | -------------- | ------------- | -------- |
| 1  | 05/01/2009 | Chennai Open, Chennai  | ATP 250   | Dur (ext.) | Marin Čilić    | 6-4, 7-63     | Parcours |
| 2  | 31/01/2011 | SA Open, Johannesburg  | ATP 250   | Dur (int.) | Kevin Anderson | 4-6, 6-3, 6-2 | Parcours |

### Titre en double messieurs
Aucun

### Finale en double messieurs
| No | Date       | Nom et lieu du tournoi      | Catégorie | Surface    | Vainqueurs                  | Partenaire        | Score       |          |
| -- | ---------- | --------------------------- | --------- | ---------- | --------------------------- | ----------------- | ----------- | -------- |
| 1  | 25/07/2011 | Farmers Classic Los Angeles | ATP 250   | Dur (ext.) | Mark Knowles Xavier Malisse | Treat Conrad Huey | 7-63, 7-610 | Parcours |

## Parcours dans les tournois duGrand Chelem

### En simple
| Année | Open d'Australie | Open d'Australie | Internationaux de France | Internationaux de France | Wimbledon       | Wimbledon       | US Open         | US Open          |
| ----- | ---------------- | ---------------- | ------------------------ | ------------------------ | --------------- | --------------- | --------------- | ---------------- |
| 2009  | —                | —                | —                        | —                        | —               | —               | 2e tour (1/32)  | P. Kohlschreiber |
| 2010  | —                | —                | 1er tour (1/64)          | M. Chiudinelli           | —               | —               | 1er tour (1/64) | Kevin Anderson   |
| 2011  | 1er tour (1/64)  | Tommy Robredo    | 1er tour (1/64)          | Ivan Ljubičić            | 2e tour (1/32)  | Mikhail Youzhny | 1er tour (1/64) | Andy Murray      |
| 2012  | —                | —                | —                        | —                        | —               | —               | 1er tour (1/64) | R. Ramírez       |
| 2013  | 2e tour (1/32)   | Jerzy Janowicz   | 2e tour (1/32)           | Roger Federer            | —               | —               | 2e tour (1/32)  | Andreas Seppi    |
| 2014  | 1er tour (1/64)  | Feliciano López  | 1er tour (1/64)          | A. Nedovyesov            | 1er tour (1/64) | Jerzy Janowicz  | —               | —                |

N.B. : à droite du résultat se trouve le nom de l'ultime adversaire.

### En double
| Année | Open d'Australie           | Open d'Australie     | Internationaux de France | Internationaux de France      | Wimbledon                   | Wimbledon              | US Open                  | US Open                  |
| ----- | -------------------------- | -------------------- | ------------------------ | ----------------------------- | --------------------------- | ---------------------- | ------------------------ | ------------------------ |
| 2009  | —                          | —                    | —                        | —                             | 1er tour (1/32) K. Anderson | M. Bhupathi M. Knowles | —                        | —                        |
| 2010  | 2e tour (1/16) P. Amritraj | S. Aspelin P. Hanley | —                        | —                             | 1er tour (1/32) T. C. Huey  | R. Bopanna A. Qureshi  | —                        | —                        |
| 2011  | —                          | —                    | 1er tour (1/32) Lu Y-h.  | M. Granollers Feliciano López | 2e tour (1/16) K. Nishikori | M. Llodra N. Zimonjić  | 1/8 de finale T. C. Huey | M. Bhupathi Leander Paes |

N.B. : le nom du ou de la partenaire se trouve sous le résultat ; le nom des ultimes adversaires se trouve à droite.

## Parcours dans lesMasters 1000
| Année | Indian Wells           | Miami               | Monte-Carlo | Madrid | Rome | Canada              | Cincinnati          | Shanghai              | Paris |
| ----- | ---------------------- | ------------------- | ----------- | ------ | ---- | ------------------- | ------------------- | --------------------- | ----- |
| 2010  | —                      | —                   | —           | —      | —    | 1er tour G. Monfils | 1er tour R. Ginepri | —                     | —     |
| 2011  | 1/8 de finale R. Nadal | 3e tour D. Ferrer   | —           | —      | —    | —                   | —                   | 1er tour García-López | —     |
| 2012  | —                      | —                   | —           | —      | —    | —                   | —                   | —                     | —     |
| 2013  | —                      | 3e tour N. Djokovic | —           | —      | —    | —                   | —                   | —                     | —     |

N.B. : sous le résultat se trouve le nom de l’ultime adversaire.

## Classements ATP en fin de saison
| Année          | 2002 | 2003 | 2004 | 2005 | 2006 | 2007 | 2008 | 2009 | 2010 | 2011 | 2012 | 2013 | 2014 | 2015 | 2016 |
| Rang en simple | 1220 | 1075 | 740  | 1367 | 1120 | 1020 | 204  | 126  | 108  | 84   | 656  | 90   | 139  | 181  | 907  |
| Rang en double | 1360 | 1343 | 1568 | –    | –    | 1097 | 445  | 505  | 211  | 145  | –    | 179  | 333  | 310  | 168  |

Source : (en) Classements de Somdev Devvarman sur le site officiel de la Fédération internationale de tennis